# 荷西·卡路士·費利拿·菲略
荷西·卡路士·費利拿·菲略（[José Carlos Ferreira Filho] 错误：{{Lang-xx}}：无效参数：|linkk=（帮助），1983年4月24日—），常称呼（Zé Carlos）生于馬塞約，現效力阿联酋球队沙迦。

## 生涯
薜卡路士最近效力全北現代，在那裡他贏得了2006年亞冠盃。在決賽中他取得了決定性的入球使球隊擊敗艾卡拉馬。2009年4月13日該25歲的前鋒效力高士路至12月，高士路只買了20％的所有權，其餘 80％屬於哥連泰斯AL。
2009年7月12日，他於盃賽對明尼路在7秒後已被罰紅牌，結果他們於主場0-3落敗。
2012赛季在克里西乌马出场30次，射进27球，是巴乙联赛的最佳射手。
2013年2月，和中国足球超级联赛球队长春亚泰签约两年。但他迟迟未能融入球队，5月6日还爆出他和球队主教练李树斌在更衣室里发生口角并动手。
2013年6月，加盟阿联酋球队沙迦。

## 榮譽
全北現代汽車
- 亞洲聯賽冠軍盃: 1

2006

## 連結
- K-League Player Record 
- CBF Profile （葡萄牙文）
- Sambafoot Profile[永久]